# Croacia en los Juegos Paralímpicos de Sídney 2000
Croacia estuvo representada en los Juegos Paralímpicos de Sídney 2000 por quince deportistas, diez hombres y cinco mujeres. El equipo paralímpico croata no obtuvo ninguna medalla en estos Juegos.